# Катрин Уеб (писателка, р. 1986)
Вижте пояснителната страница за други личности с името Катрин Уеб.
Катрин Уеб (на английски: Catherine Webb) е английска писателка на бестселъри в жанра фентъзи, трилър и исторически роман. Пише и под псевдонима Кейт Грифин (на английски: Kate Griffin) и Клер Норт (на английски: Claire North).

## Биография и творчество
Катрин Луис Уеб е родена на 27 април 1986 г. в Лондон, Англия. Баща ѝ също е писател. Учи в училище „Годолфин и Латимър“ и в Гимназията по икономика в Лондон. Когато е на 14 години написва първия си роман „Огледални мечти“ (Mirror Dreams) от поредицата „Магьосникът Ленън Кийт“, който е публикуван през 2002 г. През 2010 г. завършва и Кралската академия за драматично изкуство
През 2009 г. започва да издава произведенията си под псевдонима Кейт Грифин, а през 2014 г. като Клер Норт.
Романите ѝ „Хронометристи“ (Timekeepers) и „Хорацио Лайл: Необикновените и необичайни приключения“ (Horatio Lyle: The Extraordinary And Unusual Adventures) са номинирани за награда „Карнеги“. През 2017 г. получава Световната награда за фентъзи за най-добър роман за романа „Внезапната поява на надежда“ (The Sudden Appearance of Hope).
Катрин Уеб живее в Лондон.

## Произведения

### Като Катрин Уеб

#### Поредица „Магьосникът Ленън Кийт“ (Wizard Leanan Kite)
1. Mirror Dreams (2002)[2][3][4]
2. Mirror Wakes (2003)

#### Поредица „Сам Линифър“ (Sam Linnifer)
1. Waywalkers (2003)[2][3]
2. Timekeepers (2004)

#### Поредица „Хорацио Лайл“ (Horatio Lyle)
1. Horatio Lyle: The Extraordinary And Unusual Adventures (2006)[2][3]
2. The Obsidian Dagger: Being the Further Extraordinary Adventures of Horatio Lyle (2006)
3. The Doomsday Machine: Another Astounding Adventure of Horatio Lyle (2008)
4. The Dream Thief (2010)

### Като Кейт Грифин

#### Серия „Матю Суифт“ (Matthew Swift)
1. A Madness of Angels (2009)[2][3][4]
2. The Midnight Mayor (2010)
3. The Neon Court (2011)
4. The Minority Council (2012)

в света на Матю Суифт

##### Поредица „Анонимни магии“ (Magicals Anonymous)
1. Stray Souls (2012)[2][3]
2. The Glass God (2013)

#### Разкази
- Save our short story[2]
- A Madness Of Angels (2009)

### Като Клер Норт / Клеър Норт

#### Самостоятелни романи
- The First Fifteen Lives of Harry August (2014) – награда „Джон У. Кембъл“[2][3][4]
Първите петнайсет живота на Хари Август, изд.: „Сиела“, София (2015), прев. Анна Орешкова
- Touch (2015)
- The Sudden Appearance of Hope (2016) – Световна награда за фентъзи за най-добър роман
- The End of the Day (2017)
- 84 K (2018)
- The Pursuit of William Abbey (2019)
- Notes from the Burning Age (2021)

#### Поредица „Игрална къща“ (The Gameshouse)
1. The Serpent (2015)[2][3][4]
2. The Thief (2015)
3. The Master (2015)

#### Поредица „Песните на Пенелопа“ (Songs of Penelope)
1. Ithaca (2022)[2][3]
Итака, изд.: „Сиела“, София (2023), прев. Десислава Сивилова
2. House of Odysseus (2023)
3. The Last Song of Penelope (2024)

#### Новели и разкази
- Sweet Harmony (2020)[2]